# Plaški
Plaški es un municipio de Croacia en el condado de Karlovac.

## Geografía
Se encuentra a una altitud de 374 m s. n. m. a 122 km de la capital nacional, Zagreb.

## Demografía
En el censo 2011, el total de población del municipio fue de 2090 habitantes, distribuidos en las siguientes localidades:
- Janja Gora - 112
- Jezero - 77
- Kunić - 32
- Lapat - 215
- Latin - 196
- Međeđak - 100
- Plaški  - 1 281
- Pothum Plaščanski - 77

| Gráfica de población de Plaški 1857-2011                            |
|                                                                     |
| Según los censos de población de la oficina estadística de Croacia. |